# Етноцентризм
Е́тноцентри́зм (грец. ethnos — група, плем'я і лат. centrum — центр) — погляд на світ через призму етнічної ідентифікації. Життєві і культурні процеси при цьому оцінюються через традиції етнічної самосвідомості, яка виступає як ідеальний зразок.

## Історія терміна
Термін «етноцентризм» вперше вжитий польсько-австрійським соціологом Людвігом Гумпловичом у праці «Расова боротьба» (1883) і запроваджений в науковий обіг американським соціологом Вільямом Самнером у праці «Народні звичаї» (1906) широко використовується в сучасній політології, соціології та етнології. При цьому Самнер вважав, що люди мають тенденцію бачити світ таким чином, щоб своя етнічна група опинялася в центрі всього, а всі інші порівнювалися з нею, або оцінювалися з посиланням на неї.
Етноцентризм відбиває й одночасно відтворює єдність етнічної групи перед загрозами зовнішнього світу, захищає її від асиміляції. Етноцентризм, пов'язаний із протиставленням «ми — вони», що лежить в основі етнічної самоідентифікації. Кожна етнічна група фіксує свої особливі риси, що відокремлюють її від інших груп.
Почуття, окреслене даним терміном, об'єднує представників одного етносу, є елементом етнічної самосвідомості. Негативного відтінку етноцентризм може набувати при несприятливих соціальних та економічних обставинах, штучному розпалюванні неприродної асиміляції чи конфлікту зацікавленими сторонами.

## Ознаки етноцентризму
Основними ознаками етноцентризму є:
- сприймання елементів своєї культури як «звичних» і «правильних», а елементів іншої культури — як «незвичних» і «неправильних»;
- розгляд звичаїв власної групи як універсальних;
- оцінка цінностей, норм, ролей своєї групи як безсумнівно правильних;
- уявлення про те, що для людини звично співпрацювати з членами власної групи, допомагати їм, надавати перевагу своїй групі, пишатися нею і не довіряти чи навіть ворогувати з членами інших груп (М. Бруер і Д. Кемпбелл)[3].

## Типи етноцентризму
Етноцентризм буває двох типів: гнучкий та негнучкий. Гнучкий етноцентризм означає не відмову від власних культурних фільтрів, а знаходження способів поглянути на світ з різних точок зору та визнавати право на існування відмінних від наших культур та цінностей. Альтернативою цьому процесу набуття гнучкості є негнучкий етноцентризм. Це поняття належить до традиційного уявлення про етноцентризм як нездатність вийти за межі власних культурних фільтрів при інтерпретації поведінки оточуючих. Негнучкий етноцентризм може корінитися у незнанні процесів, необхідних для набуття іншої культурної точки зору, або у відмові брати участь у подібному процесі.
При цьому етноцентризм не обов'язково пов'язаний з ворожим або настороженим ставленням до етнічних інших груп. Позитивне чи негативне ставлення до іншої нації залежить від реальних взаємовідносин між ними — конфліктних чи дружніх. Інтенсивне спілкування з іншими групами, якщо воно не має конфліктного характеру, ліквідує обмеженість етноцентричного погляду на світ і на інші народи та дає змогу краще зрозуміти як свою, так і іншу культуру, сприяє зближенню народів. А коли певні народи чи етнічні групи не співпрацюють, а ворогують один з одним, етноцентризм призводить до етнічного націоналізму, і в найбільш крайніх випадках навіть до расизму.
Самнер наводив такі приклади різних соціумів з історії, де етноцентризм проявлявся особливо яскраво у народних звичаях та мові: «Папуаси Нової Гвінеї живуть окремими селами, суверенітет яких зберігається за допомогою ворожості, канібалізму, полюванням за головами, а також відмінностями у мові і релігії та інших інтересах. Євреї розділили все людство на самих себе та на неєвреїв. Вони були „обраним народом“. Греки та римляни називали чужих „варварами“. В трагедії Еврипіда „Іфігенія в Авліді“ Іфігнея говорить, що це правильно, що греки повинні керувати „варварами“, а не навпаки, тому що греки вільні, а варвари — раби».